# Santa Company
Santa Company (яп. サンタ・カンパニー Санта Компани, букв.«Корпорация Санты») — полнометражный анимационный фильм, выпущенный студиями KENJI STUDIO и Nexus. Первоначально фильм был запланирован на зиму 2013 года. Перед выходом фильма его авторы создали детскую новеллу с тем же сюжетом, что и в фильме. Режиссёрами стали Итосо Кэндзи и Камакура Юми. Премьера фильма состоялась 25 ноября 2014 года на Международном кинофестивале в Токио.

## Сюжет
История расскажет нам о 11 летней девочке по имени Ноэл, которая очень не любит рождество. Однажды возвращаясь домой после прогулки, она поднимается на лифте и волшебным образом она попадает не к себе в квартиру, а на большую фабрику, которая принадлежит Санта Клаусу. Там она находит новых друзей, становится ученицей Тонтту, а также помогает обертывать и готовить подарки для доставки по всему миру.

## Персонажи

### Главные
- Ноэль Уайт (яп. ノエルホワイト, Ноэру Ховайто) — 11 летняя главная героиня ненавидящая рождество. Ее родители развелись три года назад и теперь она живет с отцом. Однако, каждое рождество он оказывается сильно занят на работе. Поиграть со школьными друзьями девочке также не удается. Однажды заходя в лифт, она попадает на фабрику Санта Клауса, где находит новых друзей.

Сэйю: Аюми Фудзимура (2014)
Сэйю: Кана Ханадзава (2019)
- Бэлл Кристал (яп. ベルクリスタル, Бэру Курисутару, букв. с англ. «Хрустальный Колокольчик») — главный герой повести. 11-летний мальчик в костюме Санта Клауса.

Сэйю: Юки Кадзи
- Минт Рондо (яп. ミント・ロンド, Минто Рондо) — .

Сэйю: Харука Томацу
- Томас Дау (яп. トーマスダウ, То:масу Дау) — .

Сэйю: Риэ Кугимия

### Второстепенные
- Никола Уайт (яп. ニコラホワイト, Ноэру Ховайто) — отец Ноэль.

Сэйю: Хироки Тоти
- Пэдоро Рондо (яп. ペドロロンド, Пэдоро Рондо) — старший брат Минт.

Сэйю: Такахиро Сакурай
- Владелец магазина тайны (яп. 謎の店主, Надзо но Тэнсю:) — .

Сэйю: Неизвестно
- Санта-Клаус (яп. サンタクロース, Санто Куро:су) — .

Сэйю: Неизвестно
- Рудольф III (яп. ルドルフ3世, Рудорофу Сан-сэй) — .

Сэйю: Юити Карасума

## Производство
Первоначально проект был запущен в качестве краудсорсинговой кампании на японском сайте Anipipo, целью которого было собрать ¥1,000,000 иен для производства данной экранизации. Сначала проект полностью провалился и был неудачным, подняв только ¥ 904,001 йен. Позже проект был перезапущен, на этот раз на Kickstarter, 3 декабря 2013 года. 22 декабря 2013 года фильм выполнил свою первоначальную цель в размере 50.000 долларов при этом сумев собрать 72.270 долларов к концу кампании. Студия Kenji Studio планировала провести специальный показ фильма для семей, пострадавших от землетрясения и цунами в 2011 году в Тхохоку. Фильм был показан на нескольких кинофестивалях по всему миру, начиная с Токийского международного кинофестиваля 25 октября 2014 года. Режиссёр Камакура Юми, сценарий Итосо Кэндзи и Фукусима Наохиро, художник и дизайн персонажей Харада Хироки, композитор является Итагаки Юскэ.
Открывающая тема:
«Kimi he Okuru Mahou» - исполняет ChouCho
Закрывающая тема:
«Kimi e Okuru Mahou» - исполняет Рино

## Терминология
- Корпорация Санты (яп. サンタ・カンパニー Са:нта кампана) — Крупная компания, состоящая из трех отделов - «Департамент Санта», «Отдел Подарков» и «Отдел оленей». Три департамента сотрудничают в канун Рождества, получают просьбы от родителей, проводят фестиваль по сокращению, который благополучно приносит подарки, полностью используя свои способности.
- Департамент Санты (яп. サンタ部 Санта:бу) —  Департамент обычно управляет крупнейшим в мире бизнесом в области безопасности, и на Рождество он максимально использует его возможности и благополучно доставляет подарки для детей за минимальное время.
- Отдел Подарков (яп. プレゼント部 Пурезенто:бу) — Обычное подразделение подарков управляет крупнейшим в мире бизнесом по торговле и транспорту, а на Рождество готовится к подаркам, упаковке и доставке.
- Департамент Оленей (яп. トナカイ部 Тонокай:бу) — Обычное подразделение оленей управляет крупнейшим в мире навигационным бизнесом и животноводством, однако на Рождество он перевозит Санта-Клауса и подарки в пункт назначения по кратчайшему пути.
- Тонто (яп. トントゥ То:нту) — Ученик, сдавший экзамен в «Корпорации Санта» и официально назначенный Санта-Клаусом, для помощи в компании.
- SSS (яп. ) — Команда, которая поддерживает Санта-Клауса, чтобы сопровождать его в качестве эскорта, принося подарки детям, чтобы он мог выполнять свои обязанности «быстро, тихо и тайно».
- Мук (яп. ムック Му:кку) — Монстры, нацеленные на подарки. Их внешний вид больше, чем снеговики, и их сердца холоднее, чем ведьмы.

## Создатели
- Автор концепции, автор сценария, режиссёр: Итосо Кэндзи, Фукусима Наохиро
- Художник-постановщик, разработка персонажей: Харада Хироки
- Разработка фонов: Аой Такаси
- Композитор: Итагаки Юскэ
- Продюсер: Итосо Кэндзи
- Исполнитель песен: ChouCho